# 金髪

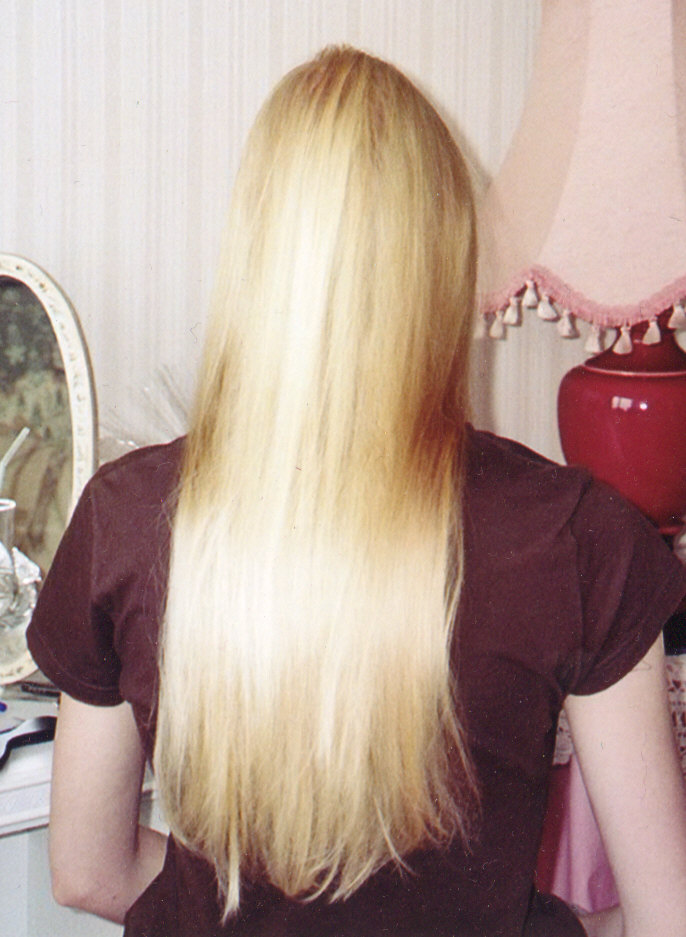
金髪の人物の後ろ姿

金髪（きんぱつ、ブロンド 英: 男性形：blond, 女性形：blonde）は、赤毛と同様にわずかなユーメラニン色素と比較的多量のフェオメラニン色素によって特徴付けられる、各種の哺乳類に見られる金色を帯びた体毛である。
金髪の色は明るい茶色から薄い金色までの範囲に及ぶが、これらの様々な金髪に属する髪の色を持つ人は地球上で1.8%である。
表面に現れる金髪の色は様々な要因に依存するが、色素の不均衡と不足によりもたらされるペール・ブロンドから、珍しい金髪である赤色を帯びたストロベリー・ブロンド（ジンジャーとしても知られる）や多くのユーメラニン色素を持つ茶色を帯びたゴールデン・ブラウニッシュ・ブロンドまで、常にある種の黄色に近い色を帯びている。赤毛の髪が最も太い毛髪を持つのに対し、本来の金髪は最も細い毛髪を持っている。金髪は人間と犬や猫、その他の哺乳類で見られる。馬では尻尾やタテガミ、尻尾が金色のものを指す（尾花栗毛、月毛参照）。
オーストラリアのアボリジニ、特に大陸西中央部の地域の先住民にはかなりの確率で金髪が見られ、金髪〜褐色の髪の割合が80〜100%の地域もある。オーストラリア先住民の金髪は女性と子供に多く見られるが、成人男性でも依然として見られる。

## 起源

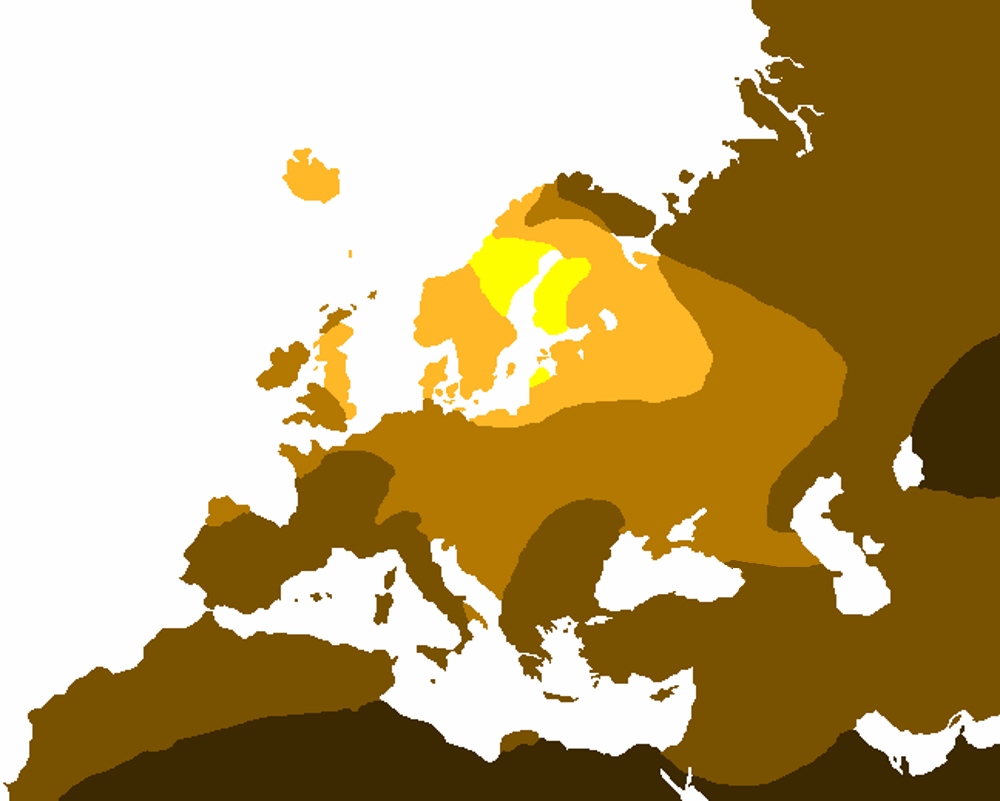
セント・アンドルーズ大学発表のヨーロッパ付近の金髪の分布図（2006年）。北ヨーロッパ周辺に多く:
80—100%
50—79%
20—49%
1—19%
1%未満

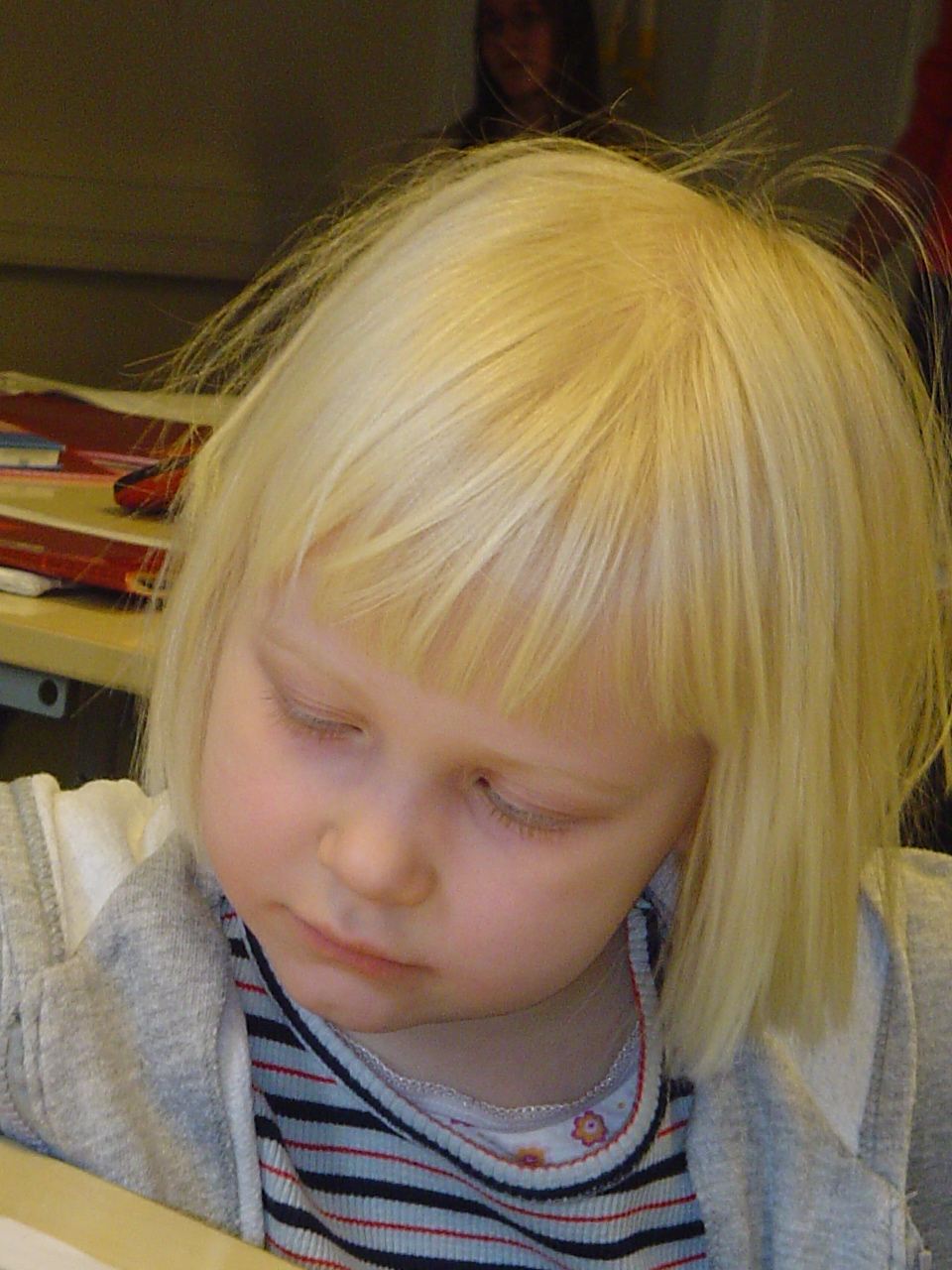
金髪のフィンランド少女

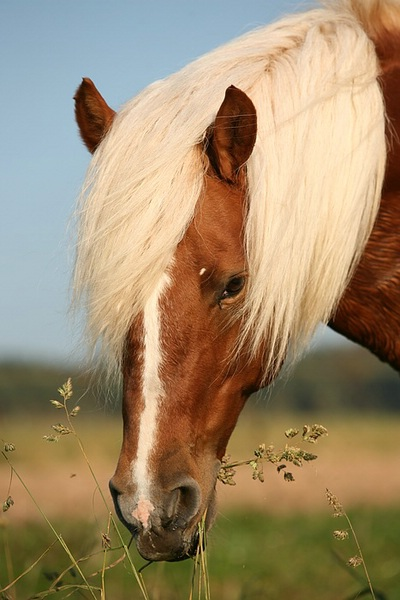
金髪の馬（尾花栗毛）

### 遺伝情報学に基づく推定
いわゆるブロンドは、突然変異としてある確率で発生する。（いわゆる色素欠乏症）ヨーロッパおよびオセアニア圏外の人種において、その確率は低く、また仮に発生しても、子供の間にしか見られない。
それに対し、ヨーロッパ圏内では金髪は他の人種より頻繁に発生し、しばしば成人期まで残存する。このためブロンドは人種固有のものではないかと認識されている。このようにヨーロッパ圏内で、ブロンドの頻発が起こる理由は以下のような説が唱えられている。最近の遺伝情報学に基づけば、ヨーロッパにおいて金髪の人口がはっきりと増加しだしたのは、最後の氷期である約1万1000年前から約1万年前のことである可能性が高い。これ以前のヨーロッパ人は、他の人種の支配的な特徴である焦茶色の髪と暗い色の瞳を持っていた。

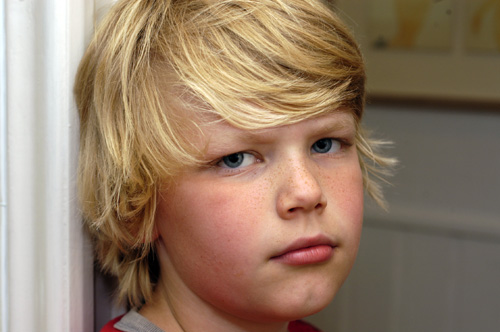
金髪の少年

ヨーロッパ人に見られる金髪はSNP(一塩基多型)、KITLG遺伝子の変異対立遺伝子rs12821256と関連している。古代DNA（ADNA）解析により、現代ヨーロッパ人の金髪の原因であるKITLG遺伝子の変異対立遺伝子rs12821256を持つ最古の化石は、南シベリアのアフォントヴァ・ゴーラから出土した1万7000年前の古代北ユーラシア人の標本であることが明らかになった。
金髪の正確な遺伝的起源と現在の分布への広がりは、集団遺伝学者の間で議論が行われている。
遺伝学者のデイヴィッド・ライヒによれば、このSNPの何億ものコピー、つまり古典的なヨーロッパ人の金髪の突然変異は、ユーラシアの草原から、古代の北ユーラシアにかなりの祖先を持つ人々による大規模な人口移動によってヨーロッパ大陸に入ったという。古代北ユーラシア人との混血は、北ヨーロッパの中石器時代の化石に存在し、古代のDNA分析によって石器時代のスカンジナビア人の金髪が予測されたことに関連している。ギャビン・エヴァンスは、ヨーロッパの金髪の起源に関して数年にわたる研究を行い、ヨーロッパに金髪が広く存在するのは、金髪の遺伝子を持つ "すべてを征服した "西部ステップ牧畜民の領土拡大によるところが大きいと結論づけた。2020年に発表されたレビューでは、さまざまな発表資料から得られた化石データが分析されている。 著者はこれまでの発表を肯定し、古代北ユーラシア由来の集団がヨーロッパに金髪対立遺伝子を持ち込んだこと、そしてヤムナヤ草原の牧畜民の "大規模な拡散 "が "ヨーロッパ集団の明るい肌と髪への急速な選択的置換 "を引き起こした可能性が高いことを指摘している。

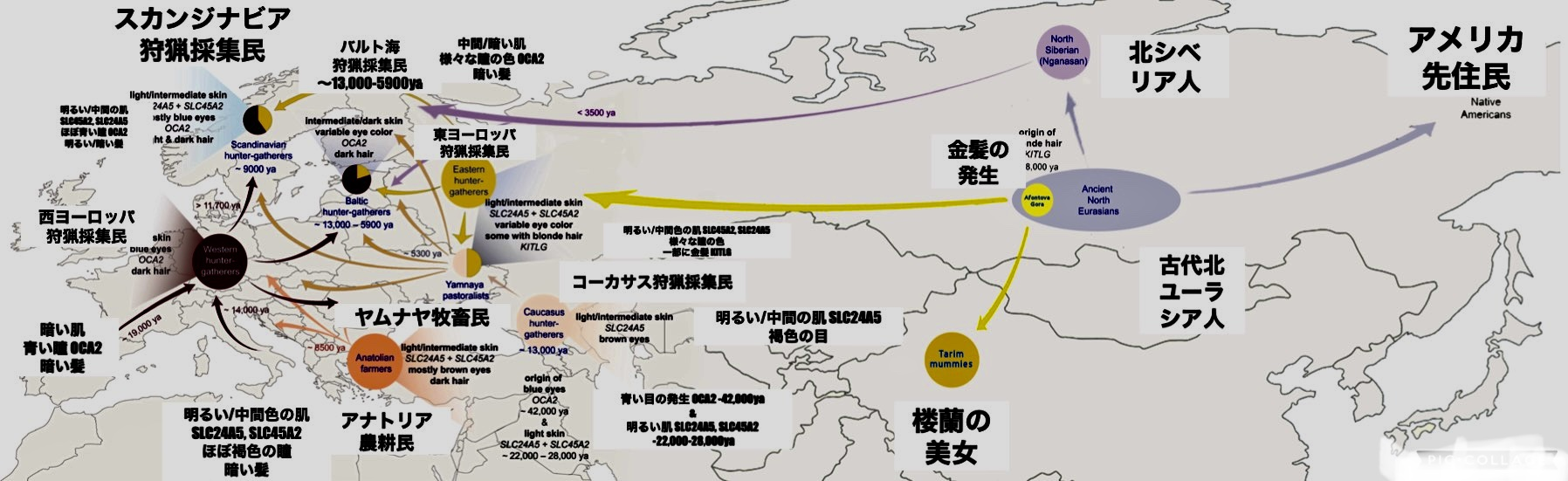
最も古い金髪の遺伝子変異は南-中央シベリアのアフォントヴァ山遺跡の古代北ユーラシア人(ANE)系統の集団から見つかっている。

対照的に、遺伝学者のヨシフ・ラザリディスは、金髪がステップ民族の移動に由来する可能性があるかどうか疑問視した。 彼は、古代南ヨーロッパとレバントに金髪の人がいた証拠を発見したが、ステップの祖先はいなかった。彼はまた、入手可能な青銅器時代初期のステップ集団のサンプルでは金髪は稀であるにもかかわらず、青銅器時代後期の集団では一般的であることを観察した。これは、ステップ集団が金髪の表現型を広めたという説とは矛盾する。しかしこれは、ステップの牧畜民の中で表現型が入れ替わり、後にヨーロッパと中央アジアのステップに由来する集団で金髪が一般的な髪の色になったことと矛盾しない。ラザリディスはさらに、金髪のような形質の頻度は、集団移住や淘汰によって形成された可能性があるが、性淘汰やステップの牧畜民による拡散という "単純な話 "よりも複雑であると書いている。
2024年の研究によると、新石器時代の農耕民とステップに関連する祖先はいずれも金髪と有意に関連しており、ヨーロッパの狩猟採集民は黒髪か、あるいは黒髪の傾向があった。
天然の金髪は、出生前のテストステロンレベルが高いことと関連しているという証拠がいくつかある。

### 性淘汰仮説
なぜヨーロッパの各人種が、人類の進化の速度としては、かくも最近かつ急速にこのような高確率で金髪（と多様な虹彩の色）を持つようになったのかは、長年の疑問であった。このような変化が通常の進化の過程（自然淘汰）で起こったのであれば、約85万年の歳月が必要となった筈である。しかし現代の人類は、アフリカからヨーロッパまでの移住を成し遂げるまでに、僅か3万5000年から4万年の期間しか費やしていない。セント・アンドルーズ大学の後援を受けたカナダの人類学者ピーター・フロストは、最後の氷期の終わりにおいて金髪の人種が急速な発生を見たのは、性淘汰の結果であるとの説を、2006年3月に Evolution and Human Behavior において発表した。この研究によれば、多くのヨーロッパの地域において金髪と青い瞳を持つ女性は、乏しい数の男性を相手にした過酷な配偶者獲得競争において、彼女らの競争相手より優位に立てたのである。ヨーロッパ圏において食糧不足の為にクロマニヨン人の人口が低下していた1万1千年前から1万年前の時期において、金髪は増加を見たのであると、研究は主張する。ヨーロッパ北部におけるほとんど唯一の食料源は放浪するマンモスやトナカイ、野牛、野馬の群れのみであり、それらの獲物を発見するためには長く困難な狩りのための遠出が必要であり、狩りの間に多くの男性が命を落としたために、生き残った男性と女性の比率の不均衡が生じた。この仮説では、金髪の女性はその際立った童顔熟女な特徴が男性を誤認・錯覚ないし脳内補完へと誘導して獲得する際に役立ったために、その結果として金髪の人口の増加につながったのであると主張されている。
『The History and Geography of Human Genes』（1994年）によれば、金髪は紀元前3000年頃に現在リトアニアとして知られる地域において、インド・ヨーロッパ祖語族の間でヨーロッパの支配的な頭髪の色となった（現在においても、リトアニアは金髪人口の比率が最も高い国として知られている）。男性が金髪の女性を魅力的であると見なすようになったために、この特徴はスカンジナビアへの移住が行われた際にも、性淘汰によって急速に広まったのであると考えられる。

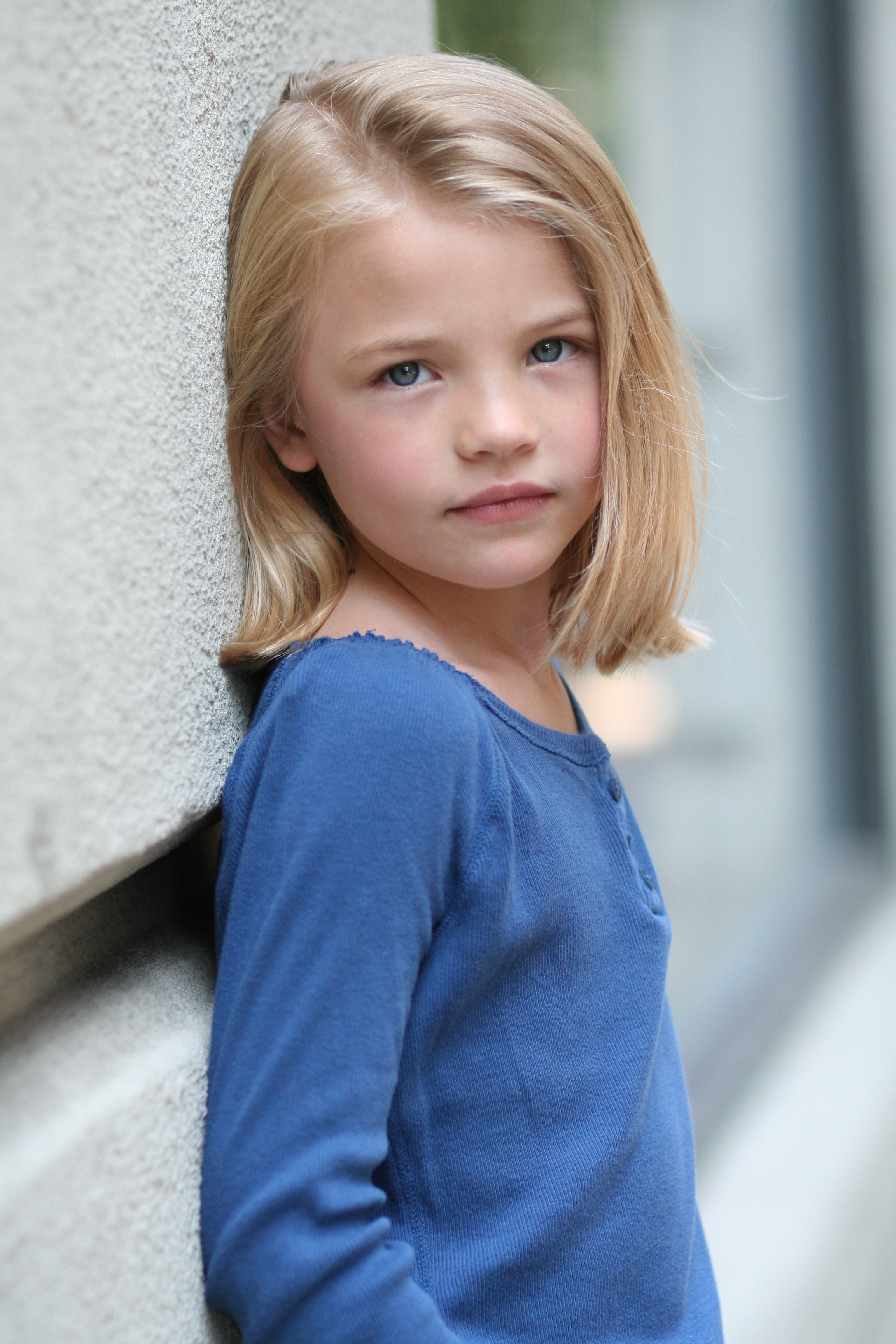
金髪の少女

## 年齢との関係
金髪は幼児と子供の間でよく見られるため、しばしば英語「ベビー・ブロンド」は非常に明るい色の頭髪を指すのに使われる。成人の間で金髪が稀にしか現れない集団で金髪の乳児が生まれることもあるが、このような出生時の金髪は通常は急速に失われてしまう。金髪は年を取るにつれてより濃い色に変化していく傾向で、金髪を持って生まれた子供の多くは、十代に達する頃には淡い茶色の髪か場合によっては黒髪を持つようになる。
また、金髪の持ち主は体毛も金色であるが、体の末端に生える他の毛は頭髪よりも濃い色を帯びる傾向で、場合によっては茶色になることもある。一方で産毛は非常に明るい色で透き通っていることもある。ほくろやあざから生える毛は暗い色を帯びることがある。

## 他の要素との関連
金髪を持つ人間は（しばしばそばかすを伴う）ピンクベースの薄い黄色の肌と関連している。強い太陽光線はあらゆる色の髪を徐々に退色させるばかりではなく、少年期に多くの金髪を持つ人々の肌にそばかすを生じさせる。
また一般に、ヨーロッパのブロンドは淡い瞳の色を持つ傾向にある。ただしここで言う「淡い瞳」とは「緑系、薄茶色」と広い範囲を示す定義であって、必ずしも青い瞳だけを指す訳ではない。金髪碧眼とも呼ばれる「金髪と碧眼」という組み合わせは少数でしかなく、更に淡い瞳と金髪自体も一致した分布規模を持つ訳ではない。この事は後述するセント・アンドルーズ大学による金髪の分布調査の際、同時に行われたヒトの虹彩の色の分布調査によって明らかにされている。
金髪碧眼は他の人種でも一部現れるが、ヨーロッパ系を含め少ない。

## 各地域における発現
金髪は、特に北欧諸国、ロシア北西部、バルト三国、ドイツ北部、オランダ、イングランドなどの人々の特徴ともされており、非常に明るい金髪ともされている。これより暗い色合いの金髪は、ヨーロッパ全域はもちろん、現在のシリア人やレバノン人やイスラエル人、ペルシャ人、クルド人や、イラン、アフガニスタン、パキスタンのイラン人などの、中東の様々な地域でも見られている。

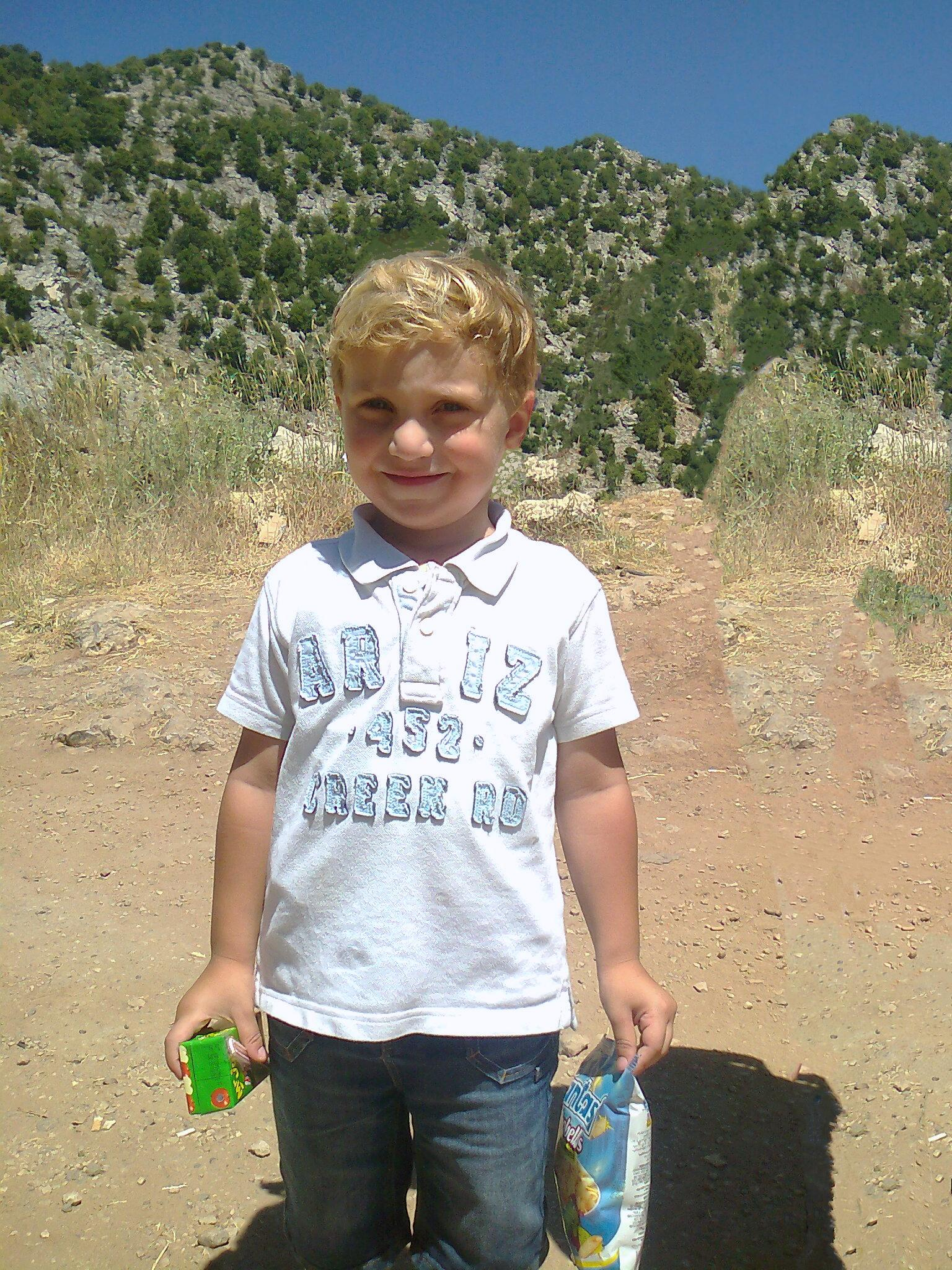
レバノンの少年。レバノン山の前で。

アジアの中で比較的明るい色の髪の頻度が高いのはパミール人、カラシュ人、ヌーリスターン人、ウイグル人である。その他トゥバ人でも金髪が見られる。

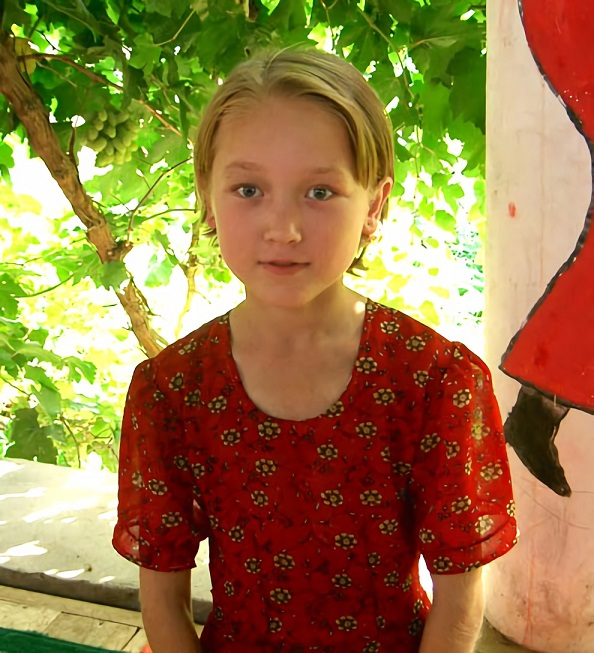
金髪碧眼のウイグル少女中国・トルファン市・新疆で

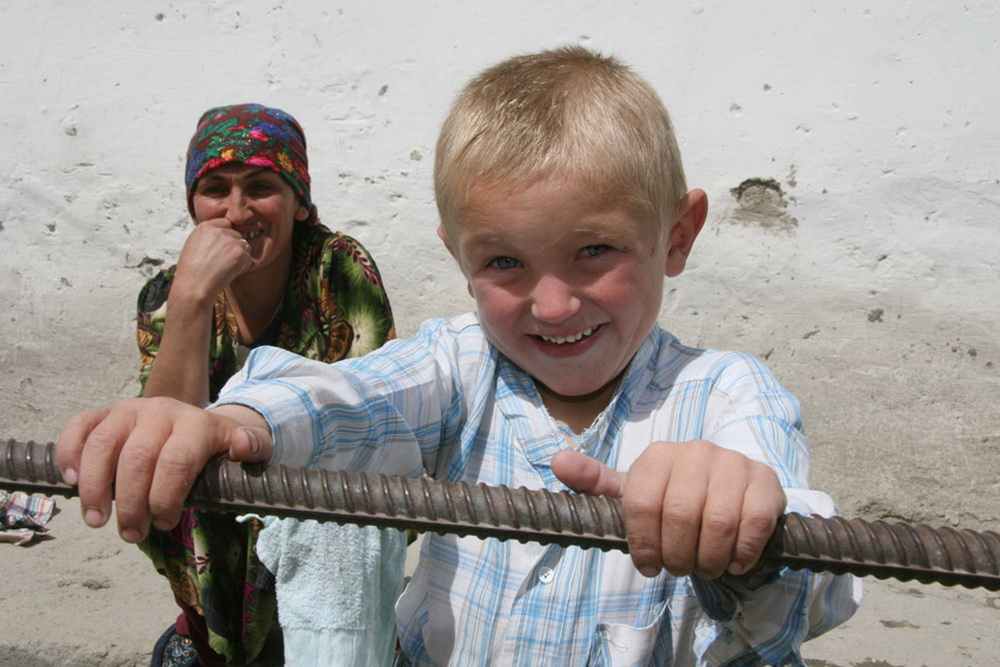
タジキスタンのパミール人の少年

既出のデイビッド・ライヒによると古代北ユーラシア人集団で金髪遺伝子変異が発生したとのことであるが、鉄器時代の中国北西部やモンゴルの遺跡から金髪の髪の毛が発掘されている。中国の史書によると匈奴、室韋、鮮卑、ウリャンカイに金髪碧眼の者がいたと記録されている。
中国貴州省のミャオ族については次のような記載がある。
顔色は白に近い淡い黄色で、髪は明るい茶色か暗い茶色が多く、時には赤やコーンシルクのような金髪もある。—F.M.サヴィナ　パリ外国宣教会、貴州:貴重な省
北ユーラシアのKITLG遺伝子変異とは独立したTYRP1遺伝子変異によって、ソロモン諸島などのメラネシアやオーストラリア先住民の間でも比較的高い割合で金髪が見られる。

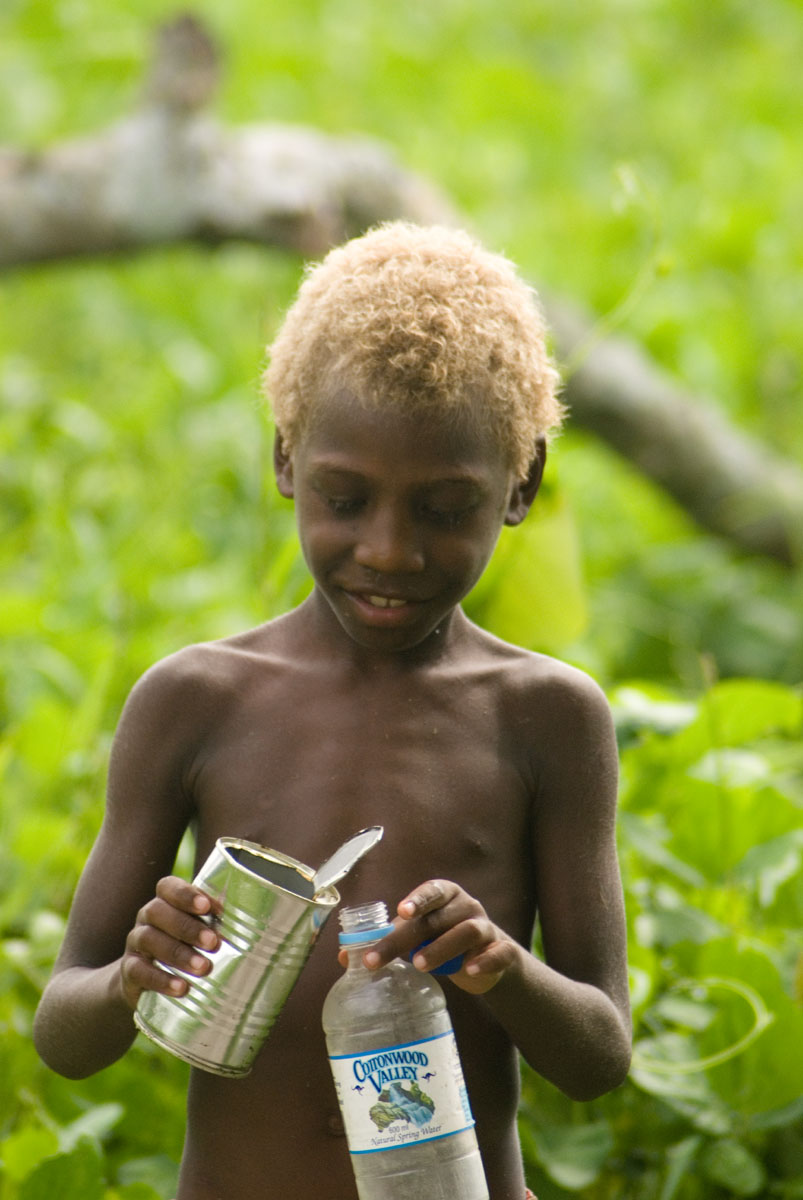
メラネシアの子供の金髪

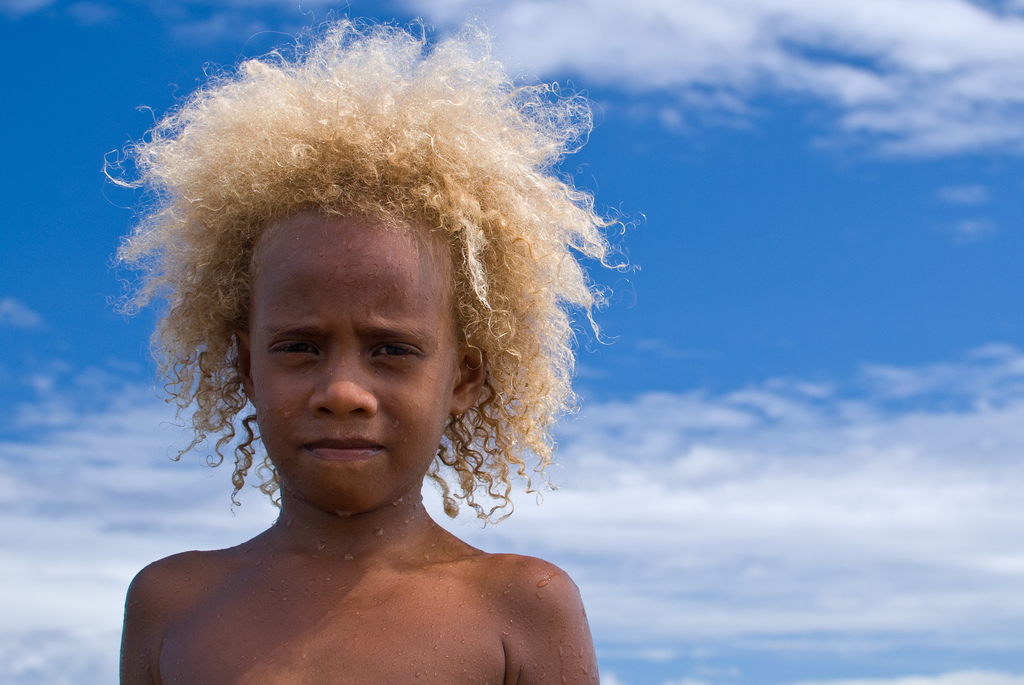
バヌアツの金髪の少女

## 文化的影響
現代の西洋では、髪の脱色の習慣が広く行われている。脱色による金髪は紫外線の照射によって天然の金髪と見分けることができる。強く脱色された髪は紫外線により発光するが、天然の金髪は光らない。
20世紀のアメリカ合衆国で金髪のイメージを普及させるのに貢献した有名な二人のセックスシンボルとして、マリリン・モンローとジーン・ハーロウがいる。モンローは（少女時代は淡い琥珀色の髪を持っていたが）濃いダークブロンドの持ち主であり、ハーロウは天然のアッシュブロンドの持ち主であった。この二人は主演映画の中で、頻繁に典型的な「頭の悪いブロンド女」の役を演じた。ジーン・ハーロウは西洋において売春婦以外の一般の女性に髪の脱色の習慣を広めた人物としてしばしば引用される。
英語では金髪の色をより詳述するために多数のブロンドの種類がある。以下にその例を挙げる。
- ブロンドおよびフラクスン - 他のヴァリエーションと区別して、赤・金・茶の色味を含まないが白髪ではない、明るい金髪。フラクスン(flaxen)とは「亜麻色の（髪）」のこと。
- イエロー - イエローブロンド(yellow-blond)とも。染髪による黄色がかった金髪。
- プラチナブロンドおよびトウヘッド - 白金(platinum)のようにほとんど白に近い金髪で、天然のものは子供にしか見られないが、稀にフィンランド人やスウェーデン人の成人にも現れる。染髪によるものは前者で呼ばれる事が多く、天然のものは後者で呼ばれるのが普通である。トウ(tow)とは「麻くず」のこと。
- サンディブロンド - 灰色味と茶色味の入った、砂のような色の金髪。
- アッシュブロンド - 通常は非常に明るいサンディブロンドのような、灰色の金髪。
- ダーティーブロンドおよびディッシュウォーターブロンド - アッシュブロンドとこれら二つはほとんど同じ色であり、ライトブロンドとサンディブロンドの混ざった濃い陰影を持つ天然の金髪を指す。ただし、こちらは不快な色であると考えられている。ここでいうダーティ(dirty)は「くすんだ」、ディッシュウォーター(dishwater)は「薄暗い」の意味。
- ゴールデンブロンド - 金の鋳物のような光沢のあるブロンド。
- ボトルドブロンド - 脱色によるブロンド。ボトル(bottle)とはイギリスの方言で「干し草の山、わら束」のこと。
- ストロベリーブロンドおよびティシャンブロンドおよびヴェニーシャンブロンド - 赤みがかった明るいブロンド。ティシャン(Titian)とはヴェネツィア派(Venetian)の画家ティツィアーノの英語での呼称で、当時のヴェネツィア女性の習慣的なおしゃれであった脱色による金髪女性の肖像を描いた彼の絵画にちなむ。
- プールブロンド - 塩素の使用されたプールの常用による緑がかったブロンド。
- ヘイジーブロンドおよびゼブラブロンド - 天然の褐色あるいは茶色の髪に金髪が混じったブロンド。長時間太陽の下で髪が他の髪を隠すような髪形をしていた時に、しばしば引き起こされる。
- ブリーチトブロンドおよびペロキサイドブロンド - プラチナブロンドよりも白味の強い人工的な金髪。ペロキサイド(peroxide)とは脱色に用いていた漂白剤である過酸化水素のことで、軽蔑的な意味合いを含んでいる。

2002年には、科学者達が金髪は最終的に遺伝子の海に埋もれて消滅するだろうと予測したと主張するジョークが全世界で広まった。このジョークは科学的根拠として世界保健機関の調査を引用していた。このジョークの主張は誤りである。（詳細は英語版の記事 en:Disappearing blonde geneを参照）